# De ogen van Tanatloc
De ogen van Tanatloc is het elfde stripalbum uit de Thorgal-reeks en behoort samen met "De boogschutters", "Het land Qâ", "De stad van de verloren god" en "Tussen aarde en licht" tot de cyclus van "Het land Qâ".
Het verhaal verscheen voor het eerst in 1985 in het stripblad Tintin/Kuifje Het album werd voor het eerst uitgegeven bij Le Lombard in 1986. Het album is getekend door Grzegorz Rosiński met scenario van Jean Van Hamme.

## Het verhaal
Tanatloc, de oude goddelijke leider van de Xinjins onthult Jolan, de aard van de vreemde krachten die het kind bezit. Thorgal en zijn gezellen: Aaricia, Kriss van Valnor en Tjall de Vurige dringen moeizaam steeds verder het oerwoud binnen dat bewaakt wordt door de Godin zonder naam. Als Tanatloc sterft wordt Jolan onder de naam Hurikan de nieuwe god van Xinjins. Thorgal en de zijnen bereiken eindelijk Mayaxatl.

## Bekroning
Deze strip won in 1987 de "Gouden Bommel" voor het scenario op het Festival van Breda.